# München Klinik Schwabing
Die München Klinik Schwabing (ehemals Klinikum Schwabing) ist ein 1909 eröffnetes Krankenhaus der Maximalversorgung (III. Versorgungsstufe) der München Klinik gGmbH im Münchener Stadtteil Schwabing-West und akademisches Lehrkrankenhaus der Ludwig-Maximilians-Universität München sowie der Technischen Universität München. Der weitläufige Komplex im sog. Korridorsystem in Formen des reduzierten Historismus mit zahlreichen Nebengebäuden wurde in den Jahren 1904–1913 und 1926–1928 errichtet. Er steht unter Denkmalschutz.

## Geschichte

### Bis 1945

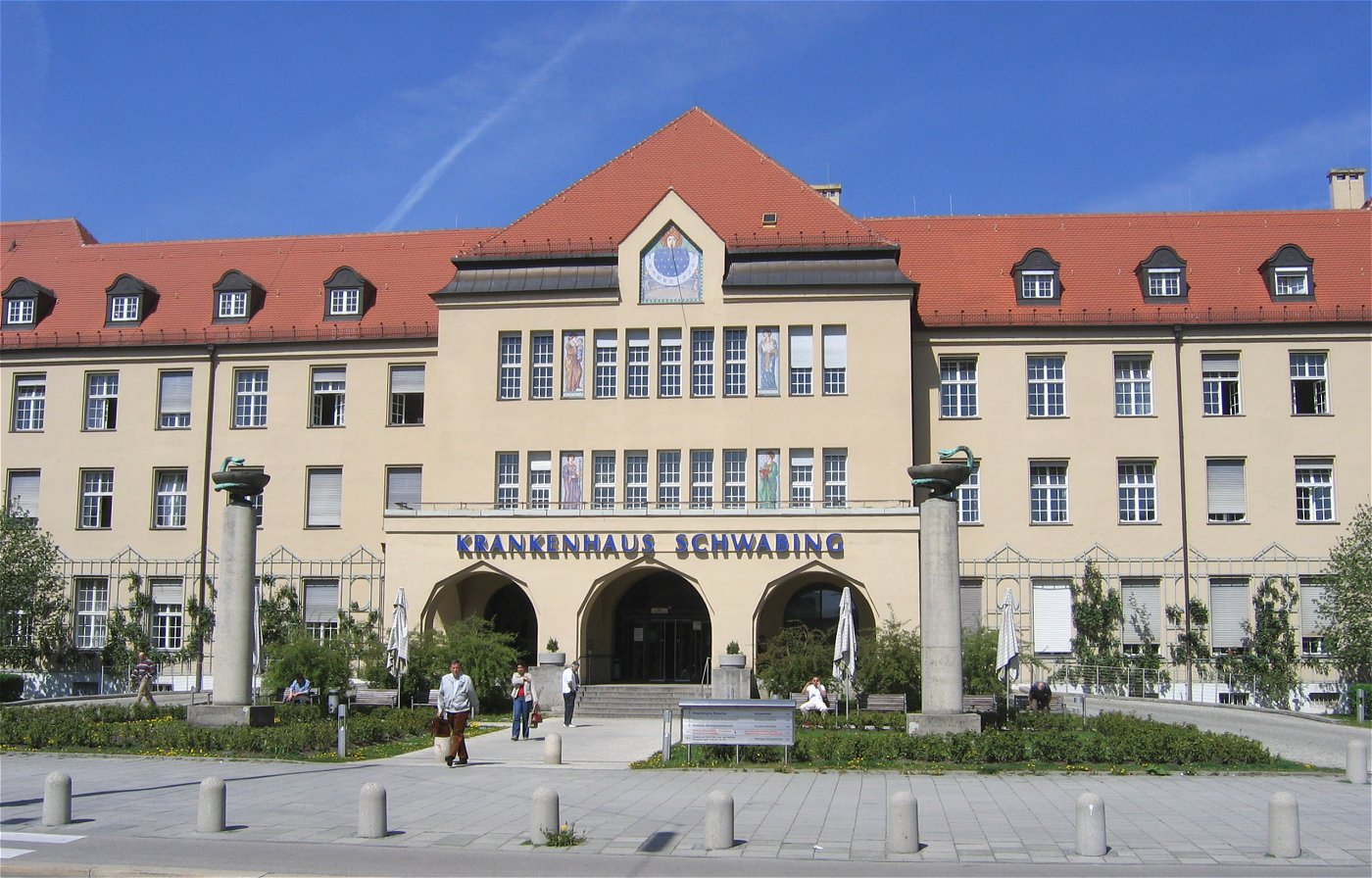
Haupteingang

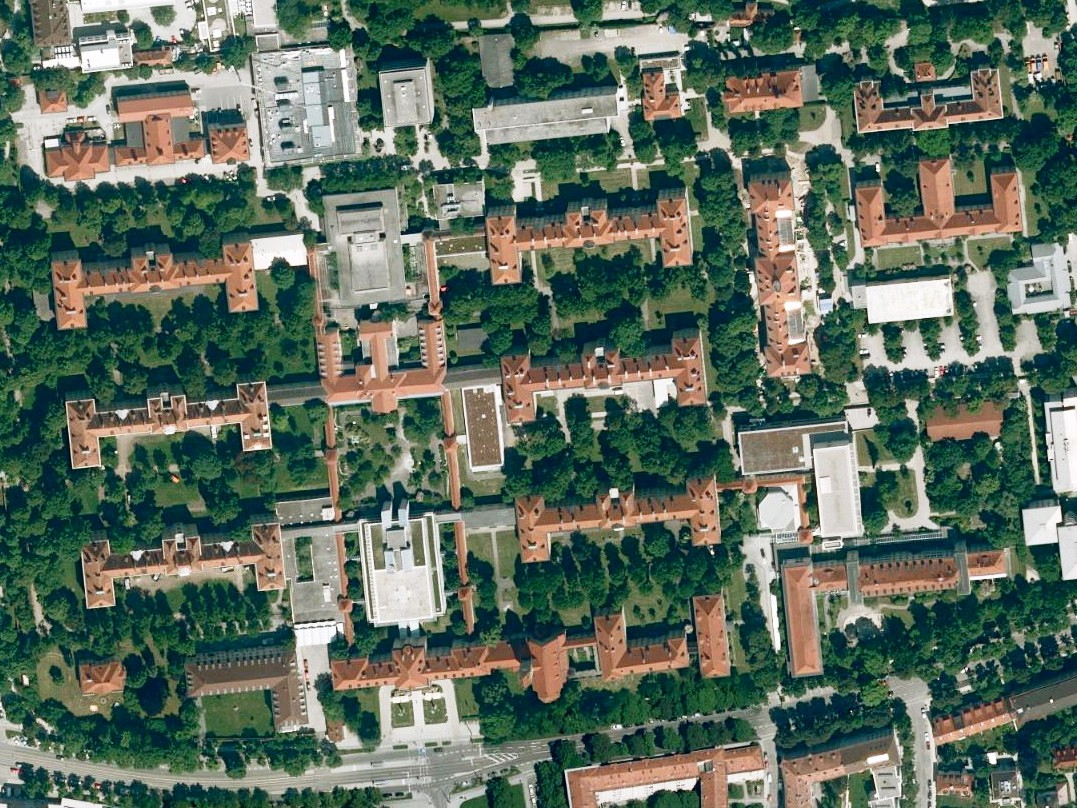
Luftbild

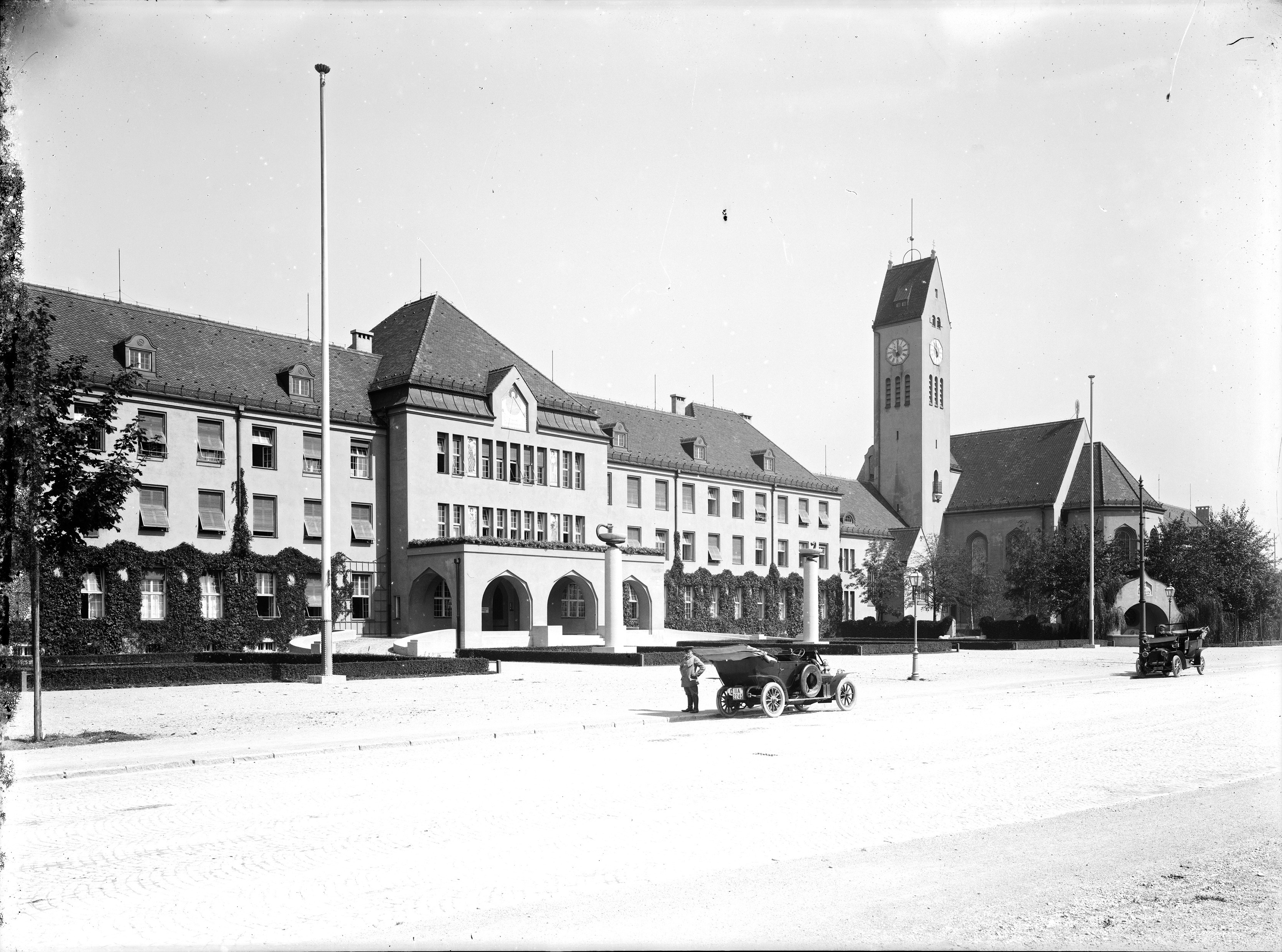
Das Krankenhaus in den 1910er Jahren

Seit 1899 wurden von der Stadtverwaltung München Grundstücke für den Bau eines Krankenhauses in Schwabing gekauft. 1904 wurden die Baupläne von Richard Schachner genehmigt und im selben Jahr mit den Bauarbeiten begonnen. Am 18. Januar 1909 nahm das damalige Städtisches Krankenhaus München Schwabing (mit Haupthaus, Kochgebäude und katholischer Hauskirche Heilig Kreuz) mit 157 Betten seinen (etwas notdürftigen) Betrieb auf. Die restlichen Gebäude wurden in den folgenden vier Jahren im sogenannten Pavillonstil errichtet. Für das Klinikum wurde im Jahr der Eröffnung die Straßenbahn von der vorherigen Endhaltestelle am Parzivalplatz bis zum Kölner Platz direkt vor dem Haupteingang verlängert.
Ab 1915 wurden Kinderabteilungen eingerichtet und dieser Bereich seitdem immer weiter ausgebaut (siehe Kinderklinik).

### 1945–2000
Nach dem Ende des Zweiten Weltkrieges wurde das Krankenhaus von den amerikanischen Besatzungsstreitkräften beschlagnahmt und als General Hospital betrieben. Eine Ausnahme war das Kinderkrankenhaus, das die Stadt München in Eigenregie weiterführen durfte. 1957, nach der Rückgabe des Krankenhauses, begann die Stadt München mit umfangreichen Renovierungs- und Modernisierungsarbeiten. In den 70er und 80er Jahren kamen weitere Klinikbauten hinzu (z. B. neues Küchengebäude, nördlicher Funktionsbau). 1996 wurden der südliche Funktionsbau für die operativen Fachdisziplinen und der Hubschrauberlandeplatz nach den Plänen von Eberhard Schunck fertiggestellt. Bis 1993 wurde das Klinikum als Regiebetrieb der Landeshauptstadt München geführt. Dann wurde es in einen Eigenbetrieb umgewandelt und ging 2005 im Städtischen Klinikum München auf. Mit der Umstellung des städtischen Klinikverbunds auf ein neues Erscheinungsbild am 16. Oktober 2018 änderte sich auch der Name des Klinikums Schwabing in München Klinik Schwabing.

### Nach 2000
Das vorher als Eigenbetrieb der Stadt München geführte Krankenhaus München Schwabing ging am 1. Januar 2005 in der Städtischen Klinikum München GmbH als Klinikum Schwabing auf.
Seit 2014 ist das Schwabinger Krankenhaus eines von sieben Zentren im Ständigen Arbeitskreis der Kompetenz- und Behandlungszentren für Krankheiten durch hochpathogene Erreger mit Anbindung an das Robert Koch-Institut. Deshalb wurden die ersten COVID-19-Patienten in Deutschland im Schwabinger Krankenhaus behandelt.
Um die Wirtschaftlichkeit zu erhöhen, soll das derzeit parkartige Gelände verkleinert werden. Es ist geplant, die Zahl der Fachrichtungen zu reduzieren. Schwabing soll vor allem bei der Kinder- und Jugendmedizin, Geburtshilfe und Gynäkologie einen Schwerpunkt setzen. Als erster Schritt dieser Restrukturierung wurde die Klinik für Dermatologie, Allergologie und Umweltmedizin in die Klinik Thalkirchner Straße verlagert. Sie soll 2022 wieder zurückverlegt werden.
Im Rahmen der Neuausrichtung des städtischen Klinikverbunds wird an allen Standorten der München Klinik gebaut. In Schwabing entsteht ein Neubau, da die alten, denkmalgeschützten Klinikgebäude nicht länger den Voraussetzungen moderner Medizin entsprechen. Im Jahr 2016 war Spatenstich, am 16. Oktober 2018 feierte der Neubau des Klinikums unter dem nun neuen Namen München Klinik Schwabing Richtfest und stellte den Klinikneubau, das neue Logo des Klinikverbunds sowie das künftige Medizinkonzept in Schwabing erstmals vor. Im Neubau soll Medizin für Kinder und Erwachsene ihren Platz finden, mit einem interdisziplinären Zentrum für innere Medizin, Chirurgie und Nothilfe für Erwachsene sowie einer neuen, größeren Geburtsstation und einem Zentrum für Kinder- und Jugendmedizin mit Kinderdiabetologie, Kinderonkologie, Kinder- und Jugendpsychosomatik und Kinderchirurgie mit Spezialisierung auf schwerbrandverletzte Kinder. Auf dem Areal rund um die München Klinik Schwabing wiederum soll ein Medizincampus entstehen mit einem breiten Medizinangebot von der Geburt bis ins hohe Alter, von der Prävention bis zur Rehabilitation, mit niedergelassenen Hausärzten und Fachärzten sowie mit bezahlbaren und arbeitsnahen Mitarbeiterwohnungen für das Klinikpersonal der München Klinik. Der Bereich Geburtshilfe, Kinder- und Jugendmedizin wurde im Mai 2024 in Betrieb genommen.

## Kinderklinik
1915 wurden in den verschiedenen Einrichtungen Kinderabteilungen eingerichtet. Das bereits in den ursprünglichen Bauplänen vorgesehene Kinderkrankenhaus wurde 1928 eröffnet. Außerdem wurde ein bereits bestehendes Gebäude als Infektionshaus für Kinder umgebaut. Kurz vor dem Zweiten Weltkrieg wurde aufgrund des großen Bedarfs ein weiteres Haus als Notstation umgebaut.
Durch den Neubau, die Einrichtungen und ihre Führung erwarb sich die heutige Kinderklinik München Schwabing innerhalb kürzester Zeit einen so guten Ruf, dass viele Münchner bei der Bezeichnung Schwabinger Krankenhaus nur an die Kinderabteilung dachten. Seit 1967 arbeitet die Kinderklinik des Krankenhauses München Schwabing mit der Technischen Universität im Bereich der Ausbildung von Studierenden der Kinderheilkunde zusammen. 1999 wurde die Kinderklinik komplett saniert. Der Altbau wurde 2024 durch die Neubauten ersetzt.

## Architektur
Das Städtische Krankenhaus München Schwabing galt bei seiner Eröffnung als modernstes Krankenhaus Deutschlands. Es repräsentiert in klarer Weise den Ende des 19. Jahrhunderts entwickelten Typus des Pavillon-Krankenhauses. Etwa 95 Prozent der Patientenzimmer sind nach Süden ausgerichtet. Diese Ausrichtung, das natürliche Licht in den Verbindungswegen und die freundliche Atmosphäre durch den Park mit altem Baumbestand und einer Vielzahl von heimischen Vögeln prägen den Charakter des Schwabinger Krankenhauses.

## Zahlen, Daten, Fakten
- 650 stationäre Betten[11]
- 17 Kliniken, 1 Institut (für: Diagnostische und interventionelle Radiologie)
- 5 Intensivstationen
- 11 OP-Säle, zusätzlich 2 OP-Säle für Strahlenunfallverletzte und 1 Saal für Sectios
- etwa 2500 Beschäftigte
- Katholische Krankenhauskirche Hl. Kreuz mit drei Bronzeglocken der Glockengießerei Oberascher aus dem Jahr 1952 mit Schlagtonfolge a1 - h1 - cis2

## Abteilungen
- Krankenhausapotheke
- Hämatologie
- Notfallzentrum
- Frauenklinik
- Kinderklinik
- Kinderchirurgie
- Kinderpsychosomatik
- Neurochirurgie
- Gastroenterologie
- Viszeralchirurgie
- Thoraxchirurgie
- Pneumologie
- Kardiologie
- Orthopädie
- Onkologie
- Infektiologie
- Geriatrie
- Rehabilitation
- Schmerzklinik
- Radiologie
- Anästhesie
- HNO

## Zertifizierungen
Das Klinikum Schwabing ist zertifiziert nach
- KTQ (Kooperation für Transparenz und Qualität im Gesundheitswesen)
- Ökoaudit
- Ökoprofit
- nach EN ISO 13485 (Zertifizierung der Medizintechnik durch TÜV)

Außerdem erhielt das Klinikum Schwabing den Bayerischen Organspendepreis in Silber und den Preis des Bundespräsidenten für die Integration von Ausländern.